# Georg Spohr
Georg Spohr (ur. 24 stycznia 1951 w Magdeburgu) – niemiecki wioślarz (sternik) reprezentujący NRD, dwukrotny mistrz olimpijski i dwukrotny medalista mistrzostw świata.

## Kariera
Wystąpił na igrzyskach olimpijskich w Montrealu w 1976, gdzie osada NRD w składzie: Harald Jährling, Friedrich-Wilhelm Ulrich i Georg Spohr zwyciężyła w dwójkach ze sternikiem. W finale o 2,83 sekundy wyprzedzili osadę ZSRR i o 4,29 sekundy osadę Czechosłowacji. Brał też udział w igrzyskach olimpijskich w Moskwie w 1980, gdzie w tym samym składzie reprezentanci NRD obronili tytuł mistrzów olimpijskich. Tym razem w wyścigu finałowym o 0,81 sekundy pokonali osadę ZSRR i o 2,38 sekundy osadę Jugosławii.
W tej samej konkurencji zdobył złoty medal na mistrzostwach świata w Bledzie (1979) oraz srebrny na mistrzostwach świata w Amsterdamie (1977).
W 1976 odznaczony Orderem Zasługi dla Ojczyzny. 